# Szerb Önkéntes Gárda
A Szerb Önkéntes Gárda (szerbül:  Српска добровољачка гарда, СДГ / Srpska dobrovoljačka garda, SDG), más néven Arkan Tigrisei (Арканови тигрови / Arkanovi tigrovi, vagy csak Тигрови / Tigrovi) Željko Ražnatović (Arkan) által alapított és vezetett szerb önkéntes félkatonai egység volt, amely Horvátországban (1991–1993) és Boszniában (1992–1995) harcolt a délszláv háborúkban, és számos háborús bűnért és mészárlásért volt felelős.

## Története
A gárdát 1990. október 11-én hozta létre az FK Crvena zvezda belgrádi futballklub Delije Sever nevű ultra csoportjának húsz tagja. A gárda a szerb területvédelem parancsnoksága alá tartozott, amely az 1990-es évek első felében Horvátország túlnyomórészt szerbek lakta területeit ellenőrizte. A Szerb Önkéntes Gárdát bűnbandaként szervezték meg, és Belgrád fegyverezte fel. Főhadiszállását és kiképzőtáborát a kelet-szlavóniai Erdődön egy volt katonai létesítményben állította fel. 1991 közepétől 1995 végéig volt tevékeny, kezdetben a horvátországi vukovári régióban. A horvátországi és boszniai háború idején a szerb rendőrség tartalékaiból szerelték fel.
Miután 1991 őszén a Jugoszláviából kivált Horvát Köztársaságban, majd 1992 áprilisában Boszniában is kitört a háború, Arkan és egységei megtámadták ezen országok különböző területeit. Horvátországban Kelet-Szlavónia különböző helyein harcoltak. A félkatonai egységek voltak a felelősek az etnikai tisztogatások legbrutálisabb cselekményeiért. A Bosznia-Hercegovinában zajló etnikai tisztogatási akcióban főszerepet játszó egységek közül kettő, a Vojislav Šešeljhez köthető csetnikek és Arkan Tigrisei a Szerb Köztársaságban is tevékenykedtek. Arkanék katonai kiképzési gyakorlatokat rendeztek, amelyek állítólagos célja a koszovói albán lakosok megfélemlítése volt.
Az Arkan parancsnoksága alatt álló Szerb Önkéntes Gárda több száz embert mészárolt le Kelet-Horvátországban és Bosznia-Hercegovinában, és a korai kelet-boszniai etnikai tisztogatási akciókban is ennek az egységnek volt a legnagyobb szerepe. 1995 őszén Arkan csapatai Banja Luka, Sanski Most és Prijedor térségében harcoltak, ahol szétverték őket. A legtöbb háborús akciót Arkan személyesen vezette és leghatékonyabb tisztjeit és katonáit rangokkal, érdemérmekkel és a zsákmányból származó tárgyakkal jutalmazta. A Szerb Önkéntes Gárdát 1996 áprilisában hivatalosan feloszlatták. A gárda egyik nevezetes tagja volt Arkan jobbkeze, Nebojša Djordjević ezredes, akit 1996 végén gyilkoltak meg. Egy másik figyelemre méltó tag Milorad Ulemek volt, aki jelenleg is börtönbüntetését tölti, mivel Zoran Đinđić szerb miniszterelnök 2003-as meggyilkolásában való részvételéért 40 év börtönbüntetést kapott.

## Háborús bűnök
Željko Ražnatovićot mint a gárda parancsnokát 1997-ben vádolta meg a volt Jugoszláviával foglalkozó Nemzetközi Törvényszék (ICTY), mivel az egység állítólag számos emberiesség elleni bűncselekményért, a Genfi Egyezmény súlyos megsértéséért, valamint a háborús törvények és szokások megsértéséért, többek között az 1992-es Bijeljinában és Zvornikban lezajlott etnikai tisztogatásban való aktív részvételért volt felelős. A fő vádpontok a következők voltak:
- Körülbelül harminc nem szerb férfi és egy nő erőszakos fogva tartása élelem és víz nélkül egy nem megfelelően szellőztetett, körülbelül 5 m2 méretű kazánházban.
- Tizenkét nem szerb férfit Sanski Mostból a Trnova nevű faluba, egy elszigetelt helyre szállítottak, ahol tizenegy embert lelőttek, a tizenkettediket pedig súlyosan megsebesítették.
- Egy muszlim nő megerőszakolása egy buszon a Sanski Mostban található Hotel Sanus előtt.
- Körülbelül hatvanhét nem szerb férfit és egy nőt Sanski Mostból, Šehovciból és Pobrijezéből Sasina faluba egy elszigetelt helyre szállítottak, ahol lelőtték őket, közülük hatvanötöt megölve, kettőt pedig súlyosan megsebesítve.
- Körülbelül harmincöt nem szerb férfi erőszakos fogva tartása egy nem megfelelően szellőztetett, körülbelül öt négyzetméteres kazánházban, ahol megverték őket, megvonták tőlük az élelmet és a vizet, ami két férfi halálát okozta.

## Nevezetes tagok
- Željko "Arkan" Ražnatović – parancsnok
- Borislav Pelević – a 2002-es és 2004-es szerbiai elnökválasztás elnökjelöltje
- Milorad "Legija" Ulemek – a Szerb Különleges Műveleti Egység (JSO) parancsnoka
- Zvezdan "Zmija" Jovanović
- Mihajlo Ulemek  – SDG ezredes [6]
- Srđan Golubović - DJ (nem tévesztendő össze egy azonos nevű filmrendezővel)

Az "Arkan Tigrisei" egykori tagjai közül sokan kiemelkedő személyiségek Szerbiában, szoros kapcsolatot ápolnak egymással és az orosz nacionalista szervezetekkel. Jugoslav Simić és Svetozar Pejović az orosz éjszakai farkasokkal pózolt, Ceca (Arkan özvegye) Vlagyimir Putyin előtt lépett fel annak szerbiai látogatása során, Srđan Golubović egy népszerű trance előadó, akit "DJ Max" néven ismernek, és a Rolling Stone az SDG katonájaként azonosította.

## Kulturális utóhatások
- A 2001-es „Behind Enemy Lines” (Az ellenség vonalai mögött) című filmben (mely Scott O'Grady pilóta történetén alapul), élén a kitalált Miroslav Lokarral nevű parancsnokkal, az egység fő ellenségként jelenik meg.
- A 2008-as Turneja (A túra) című szerb filmben szerb színészek egy csoportja körútra indul a háború sújtotta Boszniában. Többek között találkoznak egy meg nem nevezett félkatonai egységgel, amely a Szerb Önkéntes Gárdához hasonló jelvényeket visel. Az egység parancsnoka (akit Sergej Trifunović alakít) egyértelműen Arkanról van megmintázva.
- A 2012-es japán Jormungand című animációs filmben Dragan Nikolaevich, a Balkan Dragons parancsnoka az egyik ellenség. A külseje és még az életrajza is erős hasonlóságot mutat Arkannal.
- Margaret Mazzantini regényén alapul „Venuto al mondo” (Világra jött, 2012) című olasz film, amely a boszniai háborúval a hátterében játszódik.
- A Law & Order: Criminal Intent című televíziós sorozat első évadának tizennegyedik, „Homo Homini Lupis” című epizódjában a nyomozás gyanúsítottját egy fiatal lány megerőszakolásával vádolják. A nyomozói kihallgatás során, a hátán lévő tigristetoválás miatt az önkéntes gárda egykori tagjaként azonosítják a gyanúsítottat, és a Boszniában történt háborús bűnökre hivatkozva próbálnak magatartásmintát kialakítani.

## Fordítás
Ez a szócikk részben vagy egészben  a   Serb Volunteer Guard című angol Wikipédia-szócikk ezen változatának fordításán alapul.  Az eredeti cikk szerkesztőit annak laptörténete sorolja fel. Ez a jelzés csupán a megfogalmazás eredetét és a szerzői jogokat jelzi, nem szolgál a cikkben szereplő információk forrásmegjelöléseként.